# Horder
Horder eller Horderus. Antagelig dansk stenhugger. Født før 1175 og død efter 1175. 
I 1821 opdagedes navnet Horder, skrevet med latinske bogstaver og en enkelt rune, på en gravsten fra Løvenholm. På denne sten ses et billede af en biskop og et korslam. De indrammes af en tovsnoning, der anses for at være Horders helt særegne kendetegn. Ud fra stilistiske sammenligninger har man kædet Horder sammen med et et større antal portaler, fonte og gravsten i Østjylland foruden fonte i Angel og på Fyn. 
Mange og regelmæssige tovsnoninger findes på de tilskrevne portaler, hvis billedverden rummer både bibelske scener og stifter- og dyrefremstillinger. Horders døbefonte er typisk udsmykket med tove langs alle kanter og bladranker i et eller to bånd på siderne. Fontefødderne har også tove langs kanterne, og inden for dem er der fyldt ud med bladværk eller dyrefigurer. Man har tidligere tilskrevet Horder et meget stort antal døbefonte, men man hælder nu mere til den teori, at han har været inspirator for et eller flere værksteders brug af tovsnoninger og rankeslyng.

## Værker
- Gravsten fra Løvenholm Kirke, nu på Nationalmuseet i København.

Tilskrevne værker:
Østjylland
- Portal i Rimsø Kirke
- Portal i Vejlby Kirke (Norddjurs Kommune)
- Portal i Ørsted Kirke (Norddjurs Kommune)
- Døbefont i Hammelev Sogn (Norddjurs Kommune)
- Døbefont i Holbæk Kirke (Norddjurs Kommune)
- Døbefont i Hornslet Kirke
- Døbefont i Karlby Kirke (Norddjurs Kommune)
- Døbefont i Mygind Kirke
- Døbefont i Nørager Kirke
- Døbefont i Veggerslev Kirke
- Døbefont i Vejlby Kirke (Norddjurs Kommune)
- Døbefont i Villersø Kirke

Angel
- Døbefont i Hyrup Kirke
- Døbefont i Grumtofte Kirke

Fyn
- Døbefont i Kærum Kirke
- Døbefont i Dreslette Kirke